# Joaquim Manuel Cabrita Neto
Joaquim Manuel Cabrita Neto ComM (Guia, Albufeira, 22 de setembro de 1940 – Faro, 13 de novembro de 2017) foi um político português.
Foi Procurador à Câmara Corporativa durante o Estado Novo. Entre 1976 e 1979, foi Presidente da Comissão Regional de Turismo do Algarve. Foi deputado à Assembleia da República, sempre eleito pelo círculo de Faro, na I e II legislaturas (1976-1983) e depois já na VII legislatura, entre 1995 e 1999, em representação do PSD, cuja distrital do Algarve chegou a liderar. Foi Governador Civil do Distrito de Faro entre 16 de dezembro de 1985 e 1 de agosto de 1991; e de 16 de dezembro de 1991 a 3 de agosto de 1995.
Foi também Presidente da AIHSA (Associação dos Industriais Hoteleiros e Similares do Algarve) e vice-presidente da HOTREC - Confederação das Associações de Hotelaria, Restauração e Cafés da União Europeia.
Em 2003, recebeu a medalha de ouro do Turismo.
A 10 de junho de 2010, foi feito Comendador da Ordem do Mérito.
Em 2008, recebeu a Medalha de Ouro da Cidade de Faro.
Em 2016, foi homenageado com diploma de mérito pela Região de Turismo do Algarve pelo desempenho no cargo de Presidente da Comissão Regional de Turismo.
Faleceu a 13 de novembro de 2017, no Hospital de Faro, aos 77 anos de idade, onde se encontrava internado devido a uma broncopneumonia e a vários problemas de saúde que o afectavam há cerca de 10 anos.